# Osoriella pallidoemanu
Osoriella pallidoemanu är en spindelart som beskrevs av Cândido Firmino de Mello-Leitão 1926. 
Osoriella pallidoemanu ingår i släktet Osoriella och familjen spökspindlar. Inga underarter finns listade i Catalogue of Life.